# Quillacollo (kommun)

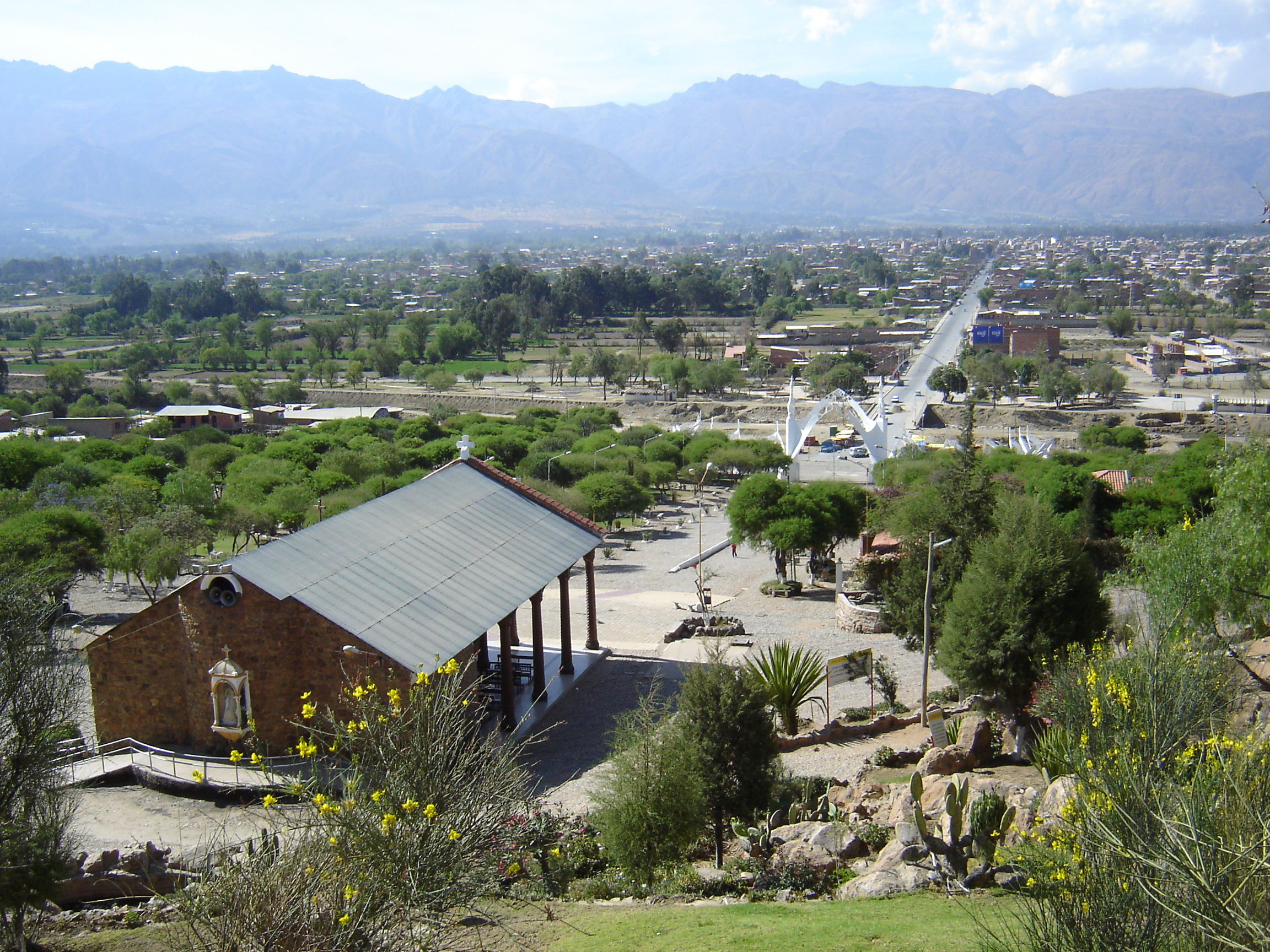
Quillacollo

Quillacollo är en kommun  i den bolivianska provinsen Quillacollo i departementet Cochabamba. Den administrativa huvudorten är Quillacollo.